# Grube Eisenhardt
Die Grube Eisenhardt war ein Eisenerzbergwerk bei Birken und Honigsessen im Landkreis Altenkirchen in Rheinland-Pfalz.

## Geschichte
1613 wurde die Grube erstmals erwähnt. Ein Stollen brachte 60 m Teufe unter Tage ein. 1837 ging die Grube durch die Mutung von Wilhelmsgang und Heinrichsgang neu in Betrieb. 1865 entschloss man sich zum Tiefbau, die erste Seilfahrt erfolgte aber erst 1869. Zwei Jahre später wurde der Schacht mit Förder- und Wasserhaltemaschinen ausgestattet. 1869 wurde der „Deutsch-Holländische Aktienverein“ neuer Besitzer der Grube. 1872 wurde eine 1510 m lange Schmalspurbahn nach Wissen gebaut, ein Jahr später wechselte die Grube wieder den Besitzer. Neuer Besitzer wurde Krupp, wie auch bei anderen Gruben in der Region.
1876 wurde der zweite Schacht mit später 238 m Teufe angelegt. 1885 erreichte er eine Teufe von 102 m, Sohlen wurden bei 31, 63 und 102 m angelegt. Ausgestattet wurde der Schacht mit einer Zwillingsfördermaschine mit 17 PS und einer Wasserhaltemaschine mit 37 PS Stärke. Die Förderung der Grube im Jahr 1884 betrug 6.397 t Spateisenstein und 82,5 t Kupfererz. Am 21. Juli 1894 wurde die Förderung eingestellt, 1906 wurde der Betrieb komplett stillgelegt. Die Gangmittel der Grube Eisenhardt hatte eine Mächtigkeit von durchschnittlich 2 m, stellenweise bis zu 4 m.